# Ekaterina Tudegeševa
Ekaterina Nikolaevna Tudegeševa (in russo Екатерина Николаевна Тудегешева?; Rostov sul Don, 30 ottobre 1987) è un'ex snowboarder russa, due volte campionessa mondiale nello slalom parallelo.

## Biografia
Specialista di gigante parallelo e slalom parallelo, ha esordito in Coppa del Mondo di snowboard il 25 gennaio 2003 a Berchtesgaden, in Germania.

Oltre ai titoli mondiali, in carriera ha vinto una Coppa del Mondo assoluta e una di specialità.

## Palmarès

### Mondiali
- 4 medaglie:
  - 2 ori (slalom gigante parallelo a Arosa 2007; slalom parallelo a Stoneham 2013);
  - 2 bronzi (slalom parallelo a Gangwon 2009; slalom gigante parallelo a Sierra Nevada 2017)

### Mondiali juniores
- 3 medaglie:
  - 2 ori (slalom gigante parallelo a Vivaldi Park 2006; slalom gigante parallelo a Bad Gastein 2007)
  - 1 argento (slalom parallelo a Bad Gastein 2007)

### Coppa del Mondo
- Vincitrice della Coppa del Mondo generale di snowboard nel 2011
- Vincitrice della Coppa del Mondo di parallelo nel 2011
- Vincitrice della Coppa del Mondo di slalom parallelo nel 2018
- Miglior piazzamento nella Coppa del Mondo di slalom gigante parallelo: 2ª nel 2016
- 27 podi:
  - 12 vittorie
  - 8 secondi posti
  - 7 terzi posti

#### Coppa del Mondo - vittorie
| Data             | Luogo           | Paese       | Disciplina |
| ---------------- | --------------- | ----------- | ---------- |
| 20 dicembre 2006 | Bad Gastein     | Austria     | PSL        |
| 17 gennaio 2010  | Haute-Nendaz    | Svizzera    | PGS        |
| 21 marzo 2010    | La Molina       | Spagna      | PGS        |
| 10 ottobre 2010  | Landgraaf       | Paesi Bassi | PSL        |
| 10 dicembre 2010 | Limone Piemonte | Italia      | PGS        |
| 9 gennaio 2011   | Bad Gastein     | Austria     | PSL        |
| 20 febbraio 2011 | Stoneham        | Canada      | PGS        |
| 5 marzo 2011     | Mosca           | Russia      | PSL        |
| 19 marzo 2011    | Valmalenco      | Italia      | PGS        |
| 22 febbraio 2012 | Stoneham        | Canada      | PGS        |
| 8 febbraio 2013  | Rogla           | Slovenia    | PGS        |
| 8 gennaio 2016   | Bad Gastein     | Austria     | PSL        |

Legenda:

PSL = Slalom parallelo

PSG = Slalom gigante parallelo